# 龙泉镇 (巴彦县)
龙泉镇是中国黑龙江省哈尔滨市巴彦县下辖的一个镇，1984年建镇，位于巴彦县东北部。

## 行政区划
现辖：
双峰社区、龙兴社区、龙泉村、平泉村、仁河村、长安村和福乡村。